# Radek Hochmeister
Radek Hochmeister (Praga, 6 settembre 1982) è un ex calciatore ceco, di ruolo difensore.

## Carriera

### Club

#### Kladno
Fa la sua ultima presenza con il Kladno il 10 maggio 2008 nella vittoria casalinga per 1-0 contro il Sigma Olomouc dove viene anche ammonito.

#### Viktoria Plzeň
Debutta con il Viktoria Plzeň il 2 agosto 2008 nella vittoria casalinga per 3-2 contro il Viktoria Žižkov dove viene sostituito al 46' da Jakub Navrátil.
Fa la sua ultima presenza con il Viktoria Plzeň il 23 novembre 2008 nella sconfitta fuori casa per 1-0 contro il Kladno.

#### Slovan Liberec
Debutta con lo Slovan Liberec il 22 febbraio 2009 nella sconfitta fuori casa per 1-0 contro il Teplice dove subentra al 66' a Filip Dort.
L'ultima partita con lo Slovan Liberec è del 18 aprile 2009 nella vittoria fuori casa per 1-0 contro lo Jablonec dove subentra al 90' a Jan Blažek.

#### Hradec Králové
Debutta con il Hradec Králové il 2 agosto 2009 nella vittoria casalinga per 2-0 contro il Vysočina Jihlava.
Segna il suo primo gol con il Hradec Králové il 13 settembre 2009 nella vittoria casalinga per 1-0 contro il Vítkovice.

## Palmarès

### Club
- Campionato ceco: 3

Sparta Praga: 2002-2003, 2004-2005
Slovan Liberec: 2005-2006
- Druhá Liga: 1

Hradec Králové: 2009-2010